# Новосильский уезд
Новосильский уезд — административно-территориальная единица в составе Белгородской, Тульской и Орловской губерний Российской империи и РСФСР, существовавшая в 1727—1928 годах. Уездный город — Новосиль.

## География
Уезд располагался на юго-западе Тульской губернии, граничил с Орловской губернией. Площадь уезда составляла в 1897 году 2889,8 вёрст² (3289 км²), в 1926 году — 3535 км².

## История

Южная часть Новосильского уезда на плане конца XVIII века

Новосильский уезд известен с допетровских времён. В 1708 году уезд был упразднён, а город Новосиль отнесён к Киевской губернии (в 1719 году при разделении губерний на провинции отнесён к Орловской провинции). В 1727 году уезд в составе Орловской провинции был восстановлен, а сама провинция отошла к Белгородской губернии.
В 1777 году уезд был отнесён к Тульскому наместничеству, которое в 1796 году было преобразовано в Тульскую губернию.
В августе 1924 года уезд разделён на 6 районов: Благодатно-Залегощинский район (центр с. Залегощь), Верховский, Корсаковский, Мценский (центр с. Черемошня), Новосильский, Судьбищенский (центр ст. Хомутово).
6 июля 1925 года уезд из шести районов: Благодатно-Залегощенского, Верховского, Корсаковского, Мценского, Новосильского, Судбищенского был передан в Орловскую губернию.
В 1928 году Новосильский уезд был упразднён, его территория вошла в состав Орловского округа Центрально-Чернозёмной области.

## Административное деление

Карта Новосильского уезда 1927 года.

В 1890 году в состав уезда входило 27 волостей

| № п/п | Волость                 | Волостное правление  | Число селений | Население |
| ----- | ----------------------- | -------------------- | ------------- | --------- |
| 1     | Березовская             | с. Берёзовец         | 8             | 11089     |
| 2     | Бредихинская            | с. Малиново          | 13            | 3964      |
| 3     | Вяжевская               | с. Вяжи              | 6             | 6211      |
| 4     | Вышне-Скворченская      | с. Вышнее Скворчи    | 3             | 2121      |
| 5     | Голунская               | с. Голунь            | 10            | 4024      |
| 6     | Жердевская              | с. Жердево           | 9             | 2543      |
| 7     | Знаменская              | с. Знаменское        | 15            | 3040      |
| 8     | Каменская               | с. Каменка           | 10            | 9218      |
| 9     | Касаревская             | с. Косарево          | 17            | 12331     |
| 10    | Кириковская             | с. Кирики            | 5             | 2233      |
| 11    | Ломецко-Сетушинская     | с. Сетуха            | 12            | 4506      |
| 12    | Ломиполозовская         | с. Ломи-Полозово     | 16            | 2717      |
| 13    | Михайловская            | с. Потаповка         | 6             | 4090      |
| 14    | Моховская               | с. Моховое           | 19            | 5576      |
| 15    | Нижне-Залегощинская     | с. Нижняя Залегощь   | 2             | 9253      |
| 16    | Паньковская             | с. Паньково          | 16            | 4294      |
| 17    | Перестряжская           | д. Гагаринский Хутор | 17            | 4953      |
| 18    | Покровская на Раковке   | с. Покровское        | 18            | 4389      |
| 19    | Покровско-Корсаковская  | с. Корсаково         | 15            | 4135      |
| 20    | Покровско-Скородненская | с. Скородное         | 8             | 6963      |
| 21    | Прудовская              | с. Пруды             | 6             | 2893      |
| 22    | Сергиевская             | с. Сергиевское       | 3             | 1830      |
| 23    | Среднинская             | с. Среднее           | 12            | 7387      |
| 24    | Судбищенская            | с. Арапетовка        | 18            | 5668      |
| 25    | Суровская               | с. Суры              | 6             | 3221      |
| 26    | Толстенковская          | с. Толстенково       | 21            | 5719      |
| 27    | Черемошенская           | с. Черемошны         | 9             | 2735      |

В 1913 году в уезде было 27 волостей: Вышне-Скворченская и Сергиевская волости объединены в Сергиевско-Скворченскую волость, образована Покровско-Гадинская волость (центр — деревня Далжанские Выселки).

## Население
По переписи 1897 года в уезде проживало 143 292 человек. В том числе русские — 99,9 %. В уездном городе Новосиле проживало 2912 человек.
По итогам всесоюзной переписи населения 1926 года население уезда составило 184 996 человек, из них городское (город Новосиль) — 2733 человек.

## Уездные предводители дворянства
Источники:.
| Фамилия, Имя, Отчество              | Чин                                        | Года      |
| ----------------------------------- | ------------------------------------------ | --------- |
| Бредихин ??                         | Генерал-поручик, камергер                  | 1777—1780 |
| Сухотин Фёдор Григорьевич           | Майор                                      | 1780—1781 |
| Меркулов Александр Григорьевич      | Подполковник                               | 1781—1783 |
| Голицын Борис Алексеевич (князь)    | Секунд-майор                               | 1783—1787 |
| Шишков Лев Иванович                 | Полковник                                  | 1787—1789 |
| Римский-Корсаков Пётр Михайлович    | Полковник                                  | 1789—1793 |
| Голицын Сергей Алексеевич (князь)   | Бригадир                                   | 1793—1795 |
| Свербеев Николай Яковлевич          | Статский советник                          | 1795—1798 |
| Хилков Михаил Петрович (князь)      | Статский советник                          | 1798—1802 |
| Казаков Михаил Андреевич            | Премьер-майор                              | 1802—1807 |
| Сергеев Алексей Тимофеевич          | Майор                                      | 1807—1817 |
| Шатилов Николай Васильевич          | Статский советник                          | 1817—1820 |
| Данилов Николай Васильевич          | Майор                                      | 1820—1823 |
| Сергеев Иван Тимофеевич             | Майор                                      | 1823—1825 |
| Голицын Дмитрий Борисович (князь)   | Гвардии прапорщик                          | 1825—1835 |
| Шатилов Николай Васильевич          | Статский советник                          | 1835      |
| Хилков Николай Михайлович (князь)   | Капитан                                    | 1835—1838 |
| Голицын Николай Петрович (князь)    | Гвардии подполковник                       | 1838—1840 |
| Ильинский Василий Петрович          | Ротмистр                                   | 1840—1844 |
| Голицын Александр Борисович (князь) | Гвардии подполковник                       | 1844      |
| Казаков Пётр Андреевич              | Коллежский асессор                         | 1844—1846 |
| Сухотин Фёдор Михайлович            | Тайный советник                            | 1846—1861 |
| Хилков Григорий Дмитриевич (князь)  | Гвардии штабс-ротмистр                     | 1861—1863 |
| Сухотин Фёдор Михайлович            | Тайный советник                            | 1863—1864 |
| Сухотин Павел Николаевич            | Штабс-ротмистр                             | 1864—1867 |
| Хилков Григорий Дмитриевич (князь)  | Гвардии штабс-ротмистр                     | 1867—1870 |
| Сухотин Александр Михайлович        | Штабс-ротмистр                             | 1870—1880 |
| Шатилов Иосиф Николаевич            | Действительный статский советник           | 1880—1885 |
| Сухотин Михаил Сергеевич            | Действительный статский советник           | 1885—1900 |
| Шатилов Иван Иосифович              | Коллежский советник                        | 1900—1906 |
| Галахов Николай Павлович            | Камергер, действительный статский советник | 1906—1907 |
| Шатилов Иосиф Николаевич            | Коллежский регистратор                     | 1907      |